# Stenadelium striatum
Stenadelium striatum là một loài bọ cánh cứng trong họ Tenebrionidae. Loài này được J.C.Watt miêu tả khoa học đầu tiên năm 1992.